# شوتوكان
 'شوتوكان' ( 松涛 馆 流   شوتوكان ريو-) هو نمط من الكاراتيه، وضعت من مختلف فنون الدفاع عن النفس من قبل غيشين فوناكوشي (1868 - 1957) وابنه غيغو (يوشيتاكا) فوناكوشي (1906-1945). ولدت في غيشين أوكيناوا ويعود الفضل على نطاق واسع مع تعميم الكاراتية من خلال سلسلة من المظاهرات العامة، وتعزيز تطوير الأندية الكاراتية الجامعة، بما في ذلك في كيو، اسيدا، هيتوتسوباشي (Shodai)، تاكوشوكو، تشو، Gakushuin و. Hosei
كان لدى فوناكوشي العديد من الطلاب في النوادي والجامعات دوجوس الخارج، الذين واصلوا لتعليم الكاراتية بعد وفاته في عام 1957. ومع ذلك، الخلافات الداخلية (في مفهوم وخاصة أن المنافسة يتعارض مع جوهر الكاراتيه) أدت إلى إنشاء منظمات مختلفة، بما في ذلك انقسام الأولي بين اليابان الكاراتية جمعية (برئاسة ماساتوشي ناكاياما) وShotokai (برئاسة Hironishi Motonobu وشيجيرو Egami)، تليها العديد من الآخرين، بحيث لا يوجد اليوم واحد «شوتوكان المدرسة»، على الرغم من أنهم جميعا تأثير فوناكوشي الدب. كونها واحدة من الأساليب أول وأكبر، ويعتبر نموذج شوتوكان التقليدية ومؤثرة للكاراتيه.

## أصل الكلمة

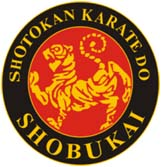
منظمة الكاراتيه دو الشوتوكان التقليدية في فنزويلا

شوتوكان كان اسم دوجو الرسمية الأولى التي بناها فوناكوشي، في عام 1936 في ميجيرو، ودمرت في عام 1945 نتيجة لالمتحالفة تفجير {{   shoto لل ' ( 松涛   شوتو)، ومعنى «الصنوبر موجات» (حركة إبر الصنوبر عندما تهب الرياح من خلالها)، وكان فوناكوشي والقلم الاسم و التي استخدمها في كتاباته الشعرية والفلسفية والرسائل إلى طلابه. الياباني  'اساسه ( 馆   اساسه) يعني «البيت» أو «قاعة». على شرف المدرب بهم، التي أنشئت في فوناكوشي الطلاب لافتة شوتو اساسه-، التي وضعت فوق مدخل القاعة حيث يدرس فوناكوشي. غيشين فوناكوشي لم يقدم أسلوبه اسم، داعيا فقط الكاراتيه.

## خصائص
وتنقسم عادة شوتوكان التدريبية إلى ثلاثة أجزاء: كيهون (أساسيات)،  كاتا (أشكال أو أنماط من التحركات)، و الكوميتيه (السجال). تتميز التقنيات في كيهون وكاتا بالمواقف وعميقة طويلة التي توفر الاستقرار وتمكين الحركات القوية، وتعزيز الساقين. ويعتبر كثير من الأحيان شوتوكان بوصفها 'الثابت' و'الخارجية' فنون الدفاع عن النفس لأنه يدرس الأمر على هذا النحو للمبتدئين والأحزمة الملونة لتطوير التقنيات الأساسية القوية والمواقف. وأظهرت قوة والسلطة في البداية بدلا من الاقتراحات أبطأ، وأكثر سلاسة. أولئك الذين التقدم إلى مستوى البني والأسود حزام تطوير نمط أكثر السائل الذي يشتمل تتصارع وبعض أيكيدو تقنيات مثل، الذي يمكن العثور عليه في الكاتا الحزام الأسود. كوميتيه تقنيات تعكس هذه المواقف والتحركات على المستوى الأساسي، ولكن أقل تنظيما، مع التركيز بدلا من ذلك على السرعة والكفاءة.

### الفلسفة
غيشين فوناكوشي تصميما ل 'عشرون مبادئ الكاراتيه'،  (أو Niju كون {{) التي تشكل أسس الفن، قبل أنشأ بعض من طلابه في JKA. ضمن هذه المبادئ والعشرين، تعتمد إلى حد كبير على بوشيدو وزن، وتقع فلسفة شوتوكان. ويلمح إلى مبادئ مفاهيم التواضع والاحترام والرحمة، والصبر، والهدوء على حد سواء الداخل والخارج. كان الاعتقاد بأن فوناكوشي الكاراتية من خلال الممارسة والمراقبة لهذه المبادئ 20، كاراتيكا من شأنه أن يحسن أشخاصهم.
و دوجو كون يسرد خمس قواعد فلسفية للتدريب في دوجو، تسعى الكمال من حرف، يكون وفيا، تسعى إلى التفوق، والبعض الآخر الصدد، الامتناع عن السلوك العنيف. يتم نشر عادة كون دوجو على جدار في دوجو، وبعض الأندية شوتوكان تلاوة كون دوجو في بداية و/ أو نهاية كل فئة لتوفير الحافز وسياق للمزيد من التدريب.
فوناكوشي كما كتب: «إن الهدف النهائي للكاراتية لا تكمن في النصر أو الهزيمة، ولكن في كمال شخصية المشارك»

### المصطلحات الشائعة
العديد من المصطلحات المستخدمة في الكاراتية الجذعية من الثقافة اليابانية. في حين أن العديد من الأسماء (مثل هييان، Gankaku)، والبعض الآخر خاص ل فنون الدفاع عن النفس (مثل كاتا، الكوميتيه). ونادرا ما تستخدم العديد من المصطلحات في الحياة اليومية، مثل zenkutsu داتشي، في حين أن آخرين تظهر بشكل روتيني، مثل REI. غالبا ما يتم الاحتفاظ النموذج الياباني في المدارس خارج اليابان للحفاظ على الثقافة والفلسفات اوكيناوا في فوناكوشي.
ومع ذلك، العديد من المدارس من JKA (اليابان الكاراتية رابطة) المستخدمة شوتوكان كاراتيه التابعة للمصطلحات الكاملة على أساس يومي، وتوفير ترجمات أيضا. على سبيل المثال كوي (كاراتيه الاتحاد أيرلندا)، ويستخدم الاسم الكامل والسليم لكل خطوة اليابانية وكاتا في الدرجات والتدريب والمنافسة.

### المراكز
يستخدم رتبة في الكاراتية للإشارة إلى الخبرة والدراية، وإلى حد أقل أقدمية، درجة. كما هو الحال مع العديد من فنون الدفاع عن النفس، شوتوكان يستخدم نظام الأحزمة الملونة من الإشارة إلى رتبة. معظم المدارس شوتوكان استخدام كيو / دان النظام ولكن قد أضافت الألوان حزام أخرى. ترتيب الألوان تختلف على نطاق واسع من مدرسة إلى أخرى، ولكن يتم الرمز الأحزمة كيو مع الألوان التي في بعض المدارس أصبحت أكثر قتامة مع اقتراب الطالب shodan. أحزمة مستوى دان هم من السود دائما، مع بعض المدارس التي تستخدم للدلالة المشارب من مختلف الرتب الحزام الأسود. ماجستير غيشين فوناكوشي نفسه أبدا منح رتبة أعلى من Godan (5 درجة الأسود belt/5th دان).

### كاتا
كاتا كثيرا ما توصف بأنها تسلسل مجموعة من التحركات الكاراتية تنظيمها في معركة مسبق معهم ضد المعارضين وهمية. كاتا يتكون من الركلات، واللكمات، الاحتلالات، والإضرابات والكتل. حركة الجسم في مختلف كاتا يشمل التنقل والبرم، وتحول، وإسقاط على الأرض، والقفز. في شوتوكان، كاتا ليس الأداء أو مظاهرة، ولكن للفرد كاراتيكا لممارسة تقنيات مع كامل كل تقنية يحتمل ضربة قتل (ikken hisatsu)-مع إيلاء اهتمام خاص لشكل وتوقيت (إيقاع). كما كاراتيكا ينمو في السن، يتم وضع مزيد من التركيز على الفوائد الصحية للممارسة كاتا، تعزيز اللياقة البدنية مع الحفاظ على الجسم لينة، مرنة، ورشيقة.
وقد أدخلت عدة مجموعات شوتوكان كاتا من الأساليب الأخرى في تدريبهم. وقدم الأصلي المنهج كاتا شوتوكان في كتابه فوناكوشي في الكاراتية دو Kyohan، الذي هو نص الكاراتية شوتوكان ماجستير في. داي نيهون كاراتيه دو Shotokai هو الممثل الرسمي للكاراتية شوتوكان. المنهج اليابان Shotokai في كاتا هو نفس المنشأة في «الكاراتية دو Kyohan» وأضاف GIGO فوناكوشي والموظفين كاتا Matsukaze لا كون. [http://www.shotokai.jp/english/keiko/kata.html عندما JKA شكلت ناكاياما المنصوص عليها 27 كاتا والمنهج كاتا لل هذه المنظمة. حتى اليوم، الآلاف من ممارسة شوتوكان دوجو فقط 26 من هذه كاتا 27. المعيار JKA كاتا هي: Taikyoku shodan (وهو ما يسمى في بعض الأحيان كاتا كاتا كيهون أو كيهون، توقف في معظم دوجوس شوتوكان اليوم) (太极 初段)،  shodan هييان ' '(平安 初段)،  نيدان هييان (平安 二段)،  هييان سندان (平安 三 段)،  هييان يوندان (平安 四段)،  هييان godan (平安 五 段)،  Bassai داي (披 塞 大)،  Jion (慈恩)،  Empi (燕飞)،  كانكو داي (観 空 大)،  Hangetsu (半月)،  Jitte (十 手)،  Gankaku (岩 鹤)،  Tekki shodan (鉄 骑 初段)،  Tekki nidan (鉄 骑 二段)،  Tekki sandan (鉄 骑 三 段)،  Nijūshiho (二十四 步)،  Chinte (珍 手)،  Sōchin (壮 鎭)،  Meikyō / Rōhai ‏ (明镜)، ' 'Unsu (云 手)،  Bassai شو ‏ (披 塞 小)،  كانكو شو (観 空 小)،  Wankan (王冠)،  Gojūshiho شو ‏ (五十 四 歩 小)،  Gojūshiho داي ‏ (五十四 歩 大)، و Ji'in (慈 阴)

### كوميتيه
كوميتيه، أو السجال ([ليت اجتماع الأيدي)، هو التطبيق العملي للكاتا لمعارضين حقيقيين. في حين أن التقنيات المستخدمة في السجال هي فقط مختلف قليلا من كيهون، وأقيمت لأول مرة في الكوميتية شكليات الكاراتية شوتوكان حسب ماساتوشي ناكاياما تم رسميا حيث تقنيات السجال الأساسي والمتوسط، والمتقدم والقواعد. <اسم المرجع masatoshi1 "= "> ماساتوشي ناكاياما (1978).  أفضل الكاراتيه، المجلد. 3: 1 كوميتيه، كودانشا الدولية. ISBN 0-87011-332-1.</ref>
الممارسين شوتوكان يتعلموا اولا كيفية تطبيق التقنيات التي تدرس في كاتا لمعارضي افتراضية عن طريق كاتا bunkai. كاتا bunkai ينضج ثم إلى رقابة الكوميتيه.
كوميتيه هو الجزء الثالث من ثلاثية شوتوكان من كيهون، و كاتا الكوميتيه. كوميتيه يتم تدريسها في التعقيد المتزايد من أي وقت مضى من المبتدئين من خلال الأسود في الدرجة المنخفضة (1 - 2) إلى وسيطة (3 - 4) ومتقدمة الممارسين المستوى (5 فصاعدا).
علمت لأول مرة مبتدئين من خلال تدريبات الكوميتية الأساسية، من الهجمات واحد، ثلاث أو خمس في الرأس (أي جودان) أو الهيئة (chudan) مع المدافع يخطو إلى الوراء في حين منع ومكافحة فقط على الدفاع الماضي. هذه التدريبات استخدام الأساسية (كيهون) وتقنيات تنمية الشعور توقيت والمسافة في الدفاع ضد هجوم معروف.
في حوالي مستوى الحزام الأرجواني كاراتيكا اعرف من خطوة واحدة السجال (ايبون كوميتيه). وإن كان هناك سوى خطوة واحدة المعنية، بدلا من ثلاثة أو خمسة، هذا التمرين هو أكثر تقدما لأنها تنطوي على أكبر مجموعة متنوعة من الهجمات وكتل عادة اختيار المدافعين الخاصة. كما يتطلب المدافع لتنفيذ هجوم مضاد أسرع مما كانت عليه في وقت سابق من أنواع السجال. قد تكون هجمات مضادة أي شيء تقريبا، بما في ذلك ضربات، اشاعة، واتخاذ أسفل المناورات.
بعض المدارس تفرض على الدفاعات، وأبرزها كاسي ها شوتوكان-ريو، والذي يستخدم الخطوة الثامنة وثلاثة ونمط حظر مهاجمة الاتجاه، والتي تطور من مستوى الحزام الأصفر حتى المستوى المتقدم.
المستوى التالي من الكوميتيه هو حرة من خطوة واحدة السجال (ايبون كوميتيه جى يو). هذا النوع من الكوميتيه، والسجال التي خلفتها خالية، وقد تم توثيق واسع من قبل ناكاياما ويتم توسيع عليها برنامج المدرب JKA متدرب، لتلك الأندية تحت JKA. حرة من خطوة واحدة السجال يشبه من خطوة واحدة ولكن السجال يتطلب كاراتيكا ليكون في الحركة. ممارسة خطوة واحدة السجال يحسن السجال مجانا (جى يو الكوميتيه) المهارات، ويوفر أيضا فرصة لممارسة كبرى لمكافحة الهجمات (على العكس من الهجمات المضادة طفيفة). تسوتومو Ohshima الدول التي حرة من خطوة واحدة السجال هو ممارسة الأكثر واقعية في الكاراتية شوتوكان، وأنه أكثر واقعية من السجال الحرة.
السجال الحرة (أو نمط الحرة) (جى يو الكوميتيه) هو العنصر الأخير من السجال المستفادة. في هذا التمرين، شركاء التدريب هما الحرية في استخدام أي تقنية الكاراتية أو مجموعة من الهجمات، والمدافع في أي لحظة مجاني لتجنب، كتلة، أو عداد الهجوم مع أي تقنية الكاراتيه. ويتم تشجيع الشركاء التدريب لاجراء اتصالات تسيطر وركز مع الخصم، ولكن الهجوم على الانسحاب في أقرب وقت أحرز الاتصال السطح. هذا يسمح مهاجمة مجموعة كاملة من المناطق المستهدفة (بما في ذلك اللكمات وركلات على الوجه والرأس والحلق، والجسم) مع عدم وجود الحشو أو قفازات واقية، ولكن يحافظ على درجة من السلامة للمشاركين. رمي شريك واحد وأداء takedowns ويسمح في السجال الحرة، ولكن من غير المعتاد لمباريات مسابقة لإشراك تتصارع تمديدها أو الأرض المصارعة، كما شوتوكان كاراتيكا يتم تشجيعهم على انهاء اللقاء مع هجوم واحد (ايبون)، وتجنب فترات طويلة من الصراع، أو الاتصال غير الضرورية في الحالات التي قد يكون هناك أكثر من واحد المهاجم.
الكوميتية ايبون Kaishu هو ممارسة السجال الإضافية التي يتم تقديمها عادة لأعلى الدرجات. هذا يبدأ بطريقة مشابهة لحرة من خطوة واحدة السجال، والمهاجم أسماء الهجوم وقال انه / انها سوف تنفيذ هجمات مع هذا الأسلوب، والكتل والمدافع عدادات الهجوم. على عكس حرة من خطوة واحدة السجال، ومع ذلك، قد ثم المهاجم تكون هناك حاجة لمنع المدافع الهجوم المضاد والرد. وغالبا ما يعتبر هذا التمرين أصعب من السجال إما من خطوة واحدة حرة أو السجال الحرة، والمدافع عادة لا يمكن الهروب إلى مسافة آمنة في الوقت المناسب لتجنب مخالفة لهجوم مضاد.
كوميتيه ضمن دوجو يختلف كثيرا عن المنافسة الكوميتيه. في دوجو الكوميتية أي وجميع التقنيات، في حدود المعقول، صالحة؛ اللكمات والضربات ناحية سكين، نطحة، والأقفال، takedowns، والركل، وما إلى ذلك في بعض الأنظمة المنافسة تطبيق، تقنيات معينة صحيحة، وبعض المناطق المستهدفة، ويحظر مثل المفاصل أو الحلق. الغرض من المسابقة هو تسجيل نقاط من خلال تطبيق مبادئ الكوميتية في حين خلق جو مثير وتنافسية، في حين أن الغرض من التدريب الكوميتية في دوجو هو أن نكون مستعدين لقتل أو تشل الخصم في حالة واقعية.

### كيهون
أساسيات كيهون هو ممارسة التقنيات الأساسية في الكاراتية شوتوكان. وقد وضعت كيهون كاتا، أو Shodan Taikyoku، من قبل فوناكوشي يوشيتاكا، ابن غيشين فوناكوشي، ومقدمة أساسية لكاتا الكاراتيه. (يوشيتاكا المتقدمة أيضا Taikyoku Nidan وSandan) ويتكون من مصنفات كاتا المتتالية للموضوع gedan barai - منظمة اوكسفام الدولية تسوكي.

## التاريخ

### أصول
غيشين فوناكوشي كان قد تدرب في كل من الأنماط الشعبية من اوكيناوا كاراتيه من الوقت: -Shōrei ريو وShōrin-ريو. بعد سنوات من الدراسة في كل من الأساليب، وخلق فوناكوشي أبسط النمط الذي يجمع بين المثل العليا للإثنين. انه لم يدع أسلوبه، ومع ذلك، يشير دائما إلى ذلك ببساطة باسم «الكاراتيه». الكاراتية فوناكوشي يعكس التغييرات التي تم إجراؤها في فن حسب ANKO Itosu، بما في ذلك هييان / Pinan كاتا السلسلة. تغيير فوناكوشي أسماء بعض من كاتا في محاولة لجعل كاتا أسماء اوكيناوا أسهل تنطق في اليابانية هونشو اللهجة.
في عام 1924، اعتمدت فوناكوشي و كيو / دان نظام موحد لرتبة و ( كيكوغي) التي وضعها كانو Jigoro، في مؤسس الجودو هذا النظام يستخدم الأحزمة الملونة (أوبي) للإشارة إلى رتبة. في الأصل، كان الكاراتية الحزام سوى ثلاثة ألوان: الأبيض والبني والأسود (مع صفوف داخل كل). نظام حزام الأصلي، لا تزال تستخدم من قبل العديد من المدارس شوتوكان، هو:
- 8 ترتفع إلى 4 كيو: أبيض
- ارتفاع 3 إلى 1st كيو: البني
- 1st و دان أعلى: أسود

منحت فوناكوشي و1 1 دان (初段؛ shodan) شوتوكان كاراتيه الرتب لتوكودا، هيرونوري اوتسوكا (اوتسوكا)، اكيبا، شيميزو، هيروس، GIMA ماكوتو، وشينيو Kasuya في 10 نيسان 1924.

## المنظمات الرئيسية شوتوكان
(  دليل كاراتيه شوتوكان كبرى المنظمات)

## الممارسين الشهيرة
(  دليل كاراتيكا)
UFC السابق للوزن الثقيل بطل الخفيفة Lyoto ماتشيدا حاصل على 3 دان الحزام الأسود في الكاراتية شوتوكان، بينما شقيقه شينزو حاصل على 4 دان وYoshizo والدهما يحمل 7 دان وكان رئيسا لفرع اليابان الكاراتية جمعية 'ق البرازيلية.
أخرى مختلطة عدة الفنانين الدفاع عن النفس أيضا أن يكون لها خلفية أو استخدام شوتوكان شوتوكان (على سبيل المثال، فيتور بيلفورت، أنطونيو كارفالو، جون مقدسي، مارك هولست، Assuerio سيلفا).
نجم أفلام الحركة جان كلود فاندام حاصل على الحزام الأسود في شوتوكان واستخدام النمط عندما تنافس في كونتاكت كاراتيه المسابقات في 1970s و1980s. ويسلي سنايبس لديه 5 دان الحزام الأسود في شوتوكان
الممثل والنجم السينمائي عمل مايكل جاي وايت هو أيضا ممارس من والحزام الأسود. في شوتوكان إلى جانب سبعة آخرين متميزة فنون الدفاع عن النفس بير جريلز وبطل العالم للكاراتية . لوكا VALDESI أيضا ممارسة الفن.

## هوامش
- Shojiro سوجياما. (2005). 11 الابتكارات في الكاراتيه. ISBN 978-0-9669048-3-3. شيكاغو، IL.
- بروس كلايتون. سر شوتوكان في: لجنة تقصي الحقائق المخفية وراء أصول الكاراتية في القتال.
- هاري كوك.  شوتوكان كاراتيه: A التاريخ دقيقة.
- غيشين فوناكوشي.  كاراتيه دو Kyohan: إن نص ماجستير.
- غيشين فوناكوشي.  كاراتيه دو Nyumon: إن نص تمهيدي ماجستير.
- جون يبيع.  Unante: أسرار الكاراتيه (Panchita S. هاولي، 2 إد 2000.) ISBN 0-910704-96-1.
- ماريوس Podeanu.  أفضل Embusen: شوتوكان.
- ماساتوشي ناكاياما. كاراتيه الحيوي.
- راندل G. هاسل.  شوتوكان كاراتيه: تاريخها وتطورها (Damashi، 1984). ISBN 0-911921-05-2.
- راندل G. هاسل وأوتيس ادمون. «الأبله الكامل للدليل الكاراتيه». (البطريق المجموعة (الولايات المتحدة الأمريكية)، 2000).
- روب ريدموند.  كاتا: والرقصات الشعبية من شوتوكان.
- تيرويوكي أوكازاكي.  الكمال من الأحرف: المبادئ التوجيهية لفنون الدفاع عن النفس والحياة اليومية.